# 埃里克·坎佩
埃里克·坎佩（德語：Erich Campe，1912年2月1日—1977年5月5日），德国男子拳击运动员。他曾代表德国参加1932年夏季奥林匹克运动会拳击比赛，获得男子147磅级银牌。他于1945年成为职业选手。